# 'Til the Wheels Fall Off
’Til the Wheels Fall Off è il terzo album in studio del gruppo musicale britannico WSTR.
È uscito il 26 maggio 2023 , primo per l'etichetta Life or Death.

## Tracce
1. Until Then – 3:13
2. ‘Til the Wheels Fall Off – 3:06
3. JOBBO – 3:04
4. Bot Lobby – 2:56
5. Bricks – 3:33
6. Poor Boy – 2:33
7. ISLEEPWITHAGUN (feat. 10 Bag Boyz) – 2:32
8. Hyperactive – 3:13
9. 3 Days Sober – 2:57
10. I Hate It Here (feat. Joe Boynton) – 2:52
11. Casa Amor – 3:00

Durata totale: 32:59

## Formazione
- Sammy Clifford – voce
- Tom "Boots" Hawkes – chitarra
- Alex Tobijanski – basso